# William Hull
För andra betydelser, se William Hull (olika betydelser).

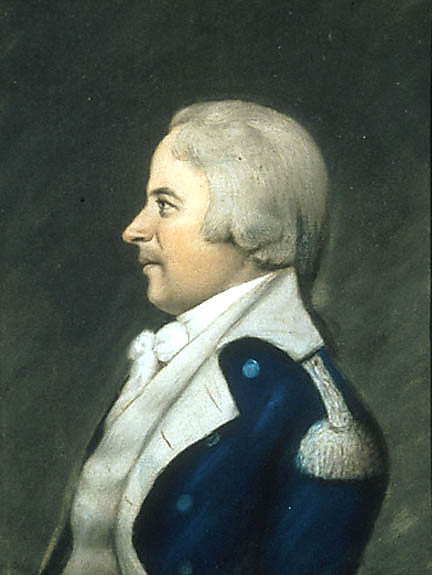
William Hull i sin uniform från frihetskriget.

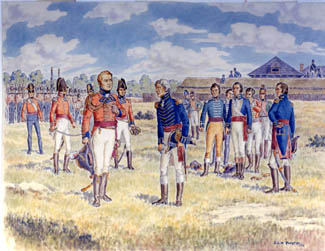
Kapitulationen vid Detroit 1812. William Hull (till höger) sträcker vapen inför den brittiske generalen sir Isaac Brock (till vänster).

William Hull, född 1753 i Derby, Connecticut, död 1825 i Newton, Massachusetts, var en amerikansk politiker och militär.

## Ungdom
William Hull utexaminerades från Yale 1772, studerade sedan juridik i Litchfield, Connecticut och avlade advokatexamen 1775. Under det amerikanska frihetskriget blev han officer, tjänstgjorde 1775-1784, deltog i många strider, fick vitsord att vara en energisk och tapper officer, och nådde överstelöjtnants grad. 

## 1812 års krig
Efter kriget återvände Hull till sin advokatpraktik och blev engagerad i det Demokratisk-republikanska partiet. 1805 blev han av president Thomas Jefferson utnämnd till guvernör i det nyligen bildade Michiganterritoriet. Under förberedelserna för 1812 års krig utnämndes han i april 1812 till brigadgeneral i Förenta Staternas armé av president James Madison. Sedan kriget brutit ut ledde han i juli det första amerikanska invasionsförsöket av Kanada, men kapitulerade i augusti vid Detroit inför underlägsna brittisk-indianska styrkor.

## Krigsrätt
Hull ställdes inför krigsrätt 1814 och dömdes till döden för feghet, stridsförsumlighet och uppträdande ovärdigt en officer. Dödsstraffet blev efterskänkt av presidenten men han avsattes från sin officerstjänst och ströks ur arméns rullor.  Efter kriget bodde han fram till sin död i Newton, Massachusetts. En av hans döttrar var gift med överste Josiah Snelling.